# Dacus velutifrons
Dacus velutifrons är en tvåvingeart som beskrevs av White och Goodger 2009. Dacus velutifrons ingår i släktet Dacus och familjen borrflugor.
Artens utbredningsområde är Senegal. Inga underarter finns listade i Catalogue of Life.